# Serruria rostellaris
Serruria rostellaris är en tvåhjärtbladig växtart som beskrevs av Richard Anthony Salisbury och Joseph Knight. Serruria rostellaris ingår i släktet Serruria och familjen Proteaceae. Inga underarter finns listade i Catalogue of Life.